# Caroline Chevalier
Pour les articles homonymes, voir Chevalier.
Caroline Chevalier (née Wilkie en 1832 en Grande-Bretagne et morte en 1917), épouse de Nicolas Chevalier, est l'une des premières femmes à écrire sur les voyages en Nouvelle-Zélande. À sa mort, une collection des œuvres de son défunt mari a été remise au gouvernement néo-zélandais.